# چارطاقی خیرآباد
چارطاقی خیرآباد یا چهارتاقی خیرآباد مربوط به  دوره ساسانیان است و در شهرستان گچساران،جادهٔ دوگنبدان به بهبهان در منطقهٔ خیرآباد علیا واقع شده‌است. این اثر در تاریخ ۲ اسفند ۱۳۲۷ با شمارهٔ ثبت ۳۷۱ به‌عنوان یکی از آثار ملی ایران به ثبت رسیده‌است.  

## مشخصات بنا
چهارطاقی خیرآباد در ساحل رود خیرآباد و در کنار بازمانده‌های پل ساسانی خیرآباد قرار دارد. هر چهارپایه و چهارطاق این بنا سالم هستند. مصالح اصلی به‌کار رفته در ساخت این بنا، سنگ، گچ و لاشه است که در طول صدها سال گنبد بزرگ و حجیم بنا را حفظ کرده‌است. چهارطاقی خیرآباد با چهار فیل‌گوش پوشیده و طاق روی آن احیا شده‌است علاوه براین بنا، در اطراف آن تأسیسات دیگری نیز دیده می‌شود. همچنین در بررسی‌های باستان‌شناسی بر روی تپه‌های اطراف، در عمق حدود ۵۰ تا ۶۰ سانتی‌متری تپه‌ها سوخته‌هایی بدست آمده که به نظر می‌رسد علاوه بر آتشکدهٔ چهارطاقی و انجام مراسم مذهبی در آن، بر فراز تپه‌ها نیز گودال‌هایی برای افروختن آتش تعبیه شده‌است.
بنا به پژوهش‌هایِ آندره گدار، این چارتاقی در مسیر جادهٔ تاریخی و باستانیِ فارس به خوزستان قرار دارد. گدار این راه را که چارتاقی مشرف بر آن است را جادهٔ شاهی می‌داند.
طول اضلاع بیرونی چهار طاقی ۱۱٫۰۷ متر، ابعاد درونی زیر گنبد ۶٫۲۶ متر، ارتفاع طاق‌ها تا زیر قوس ۴٫۵ متر، ارتفاع تا منشوری از کف ۶٫۷۰ متر و از کف تا آخرین نقطهٔ باقی‌مانده به گنبد ۹٫۲۰ متر است. طول هر ستون یا پایه طاق ۳٫۶۰ متر و جنس بنا از سنگ و گچ است. گنبد این بنا به‌شکل گردچین ساخته شده‌است. پایه‌های آن با سنگ‌های چکش‌کاری‌شده و فضای زیر گنبد با خطوط هندسی ساده تزیین شده‌اند.

## کاربرد
در مورد کاربرد این بنا روایات مختلفی وجود دارد. اردشیر بابکان در آخرین جنگ خود با اردوان پنجم وی را در دشت رامهرمز شکست می‌دهد و به‌همین مناسبت بناهای یادمانی در طول این مسیر می‌سازد. عده‌ای بر این باورند که چهارطاقی خیرآباد نیز از جمله بناهای یادمانی اردشیر است.

## بازسازی
چهارطاقی خیرآباد در اثر بارندگی‌های شدید سال ۱۳۷۰ و همچنین زمین لرزه‌ایی که در این سال به‌وقوع پیوست، دچار صدماتی از ناحیهٔ پایه‌ها و بدنه شد. علاوه بر این، گذشت زمان باعث شده بود شکاف‌های بزرگی در سقف و پایه‌های بنا ایجاد شود، از این روی در شهریور ۱۳۹۰، مرمت‌گران وابسته به ادارهٔ میراث فرهنگی استان کهگیلویه و بویراحمد پایه‌های این بنا را با ملات سیمان بازسازی کرده‌اند که موجب آسیب رسیدن به این چارتاقی شده‌است.

## نگارخانه

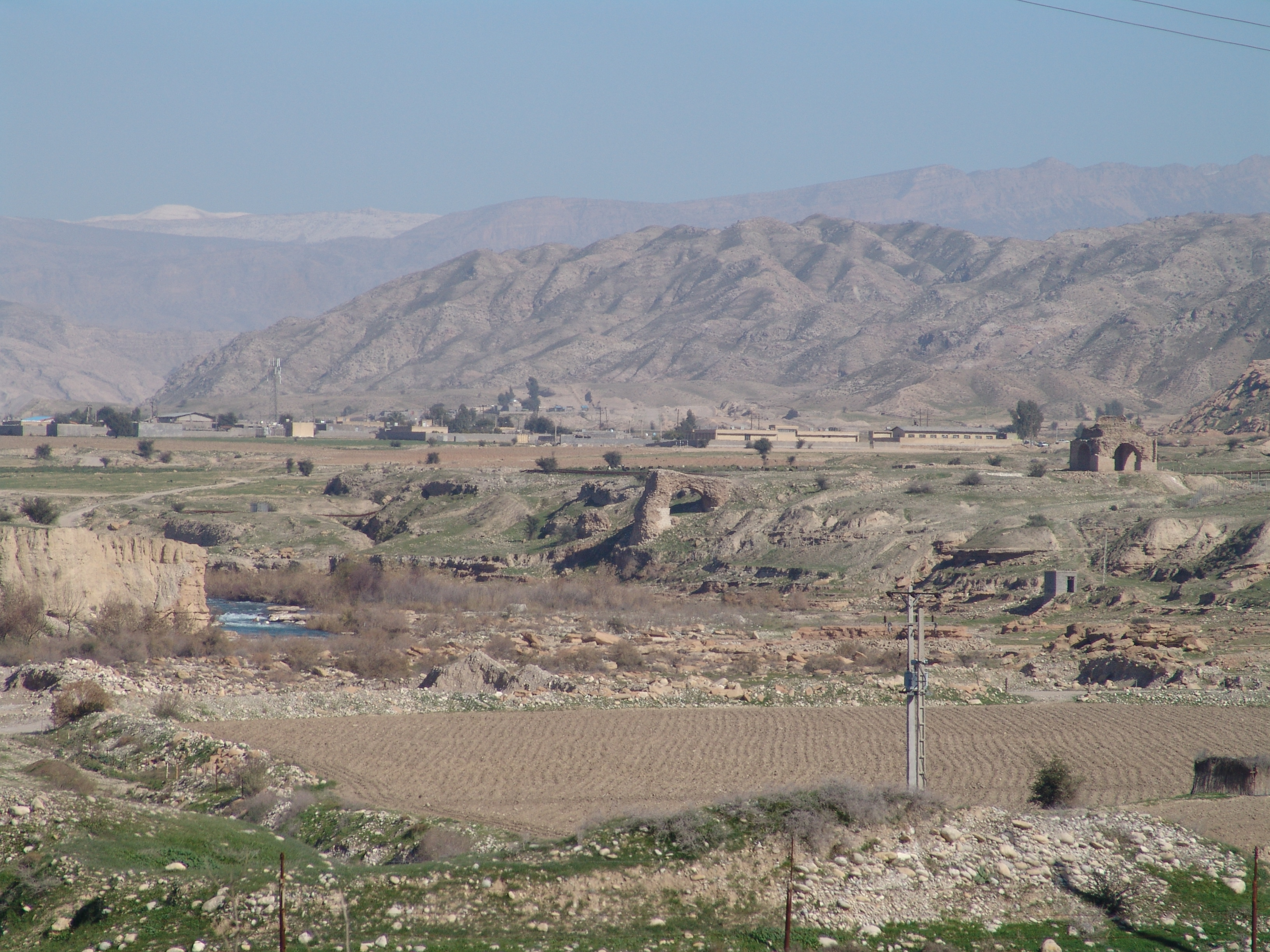
موقعیت چارتاقی خیرآباد در کنار پل ساسانی خیرآباد
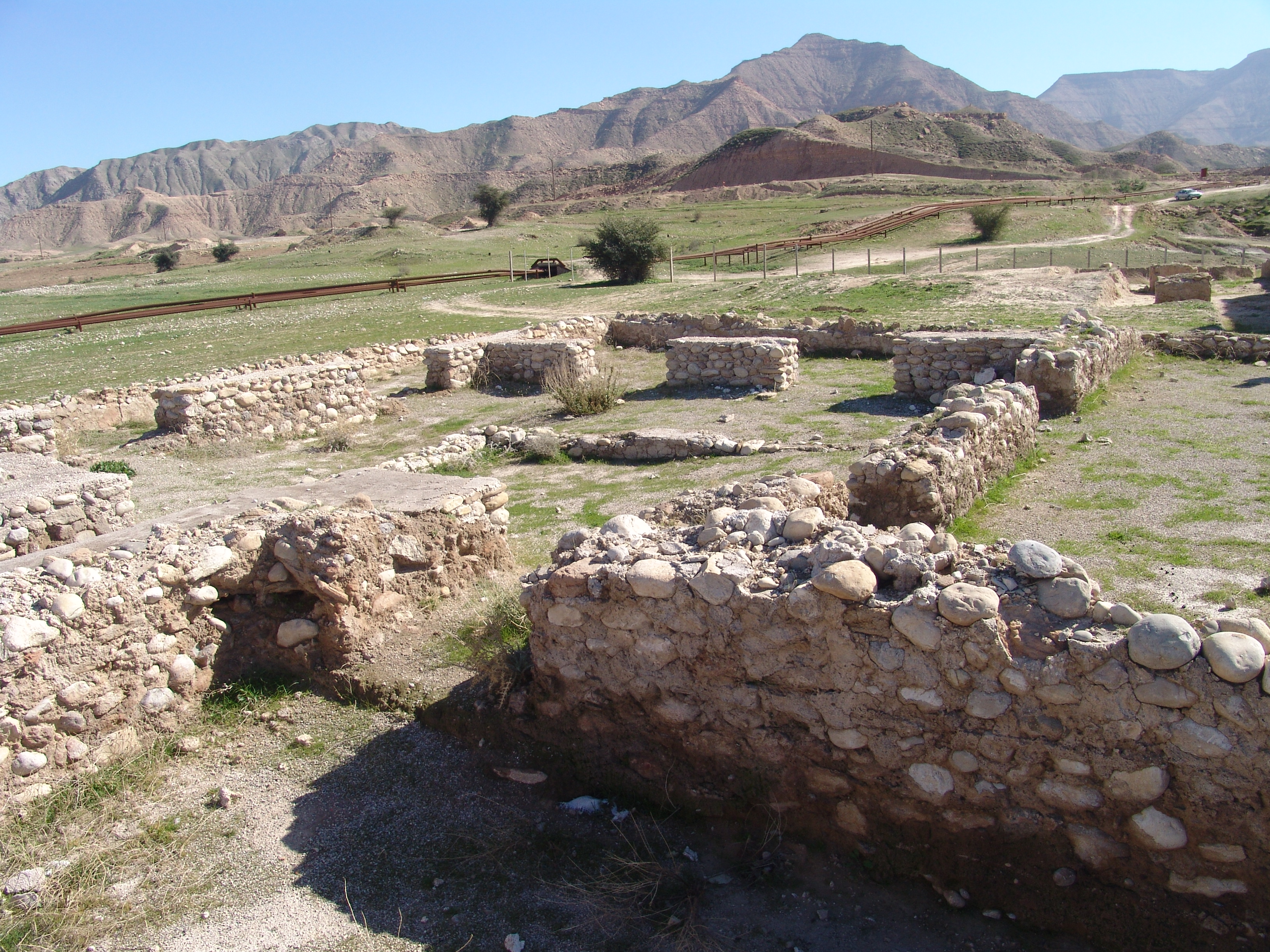
پِی ساختمان‌های نزدیک به چارتاقی
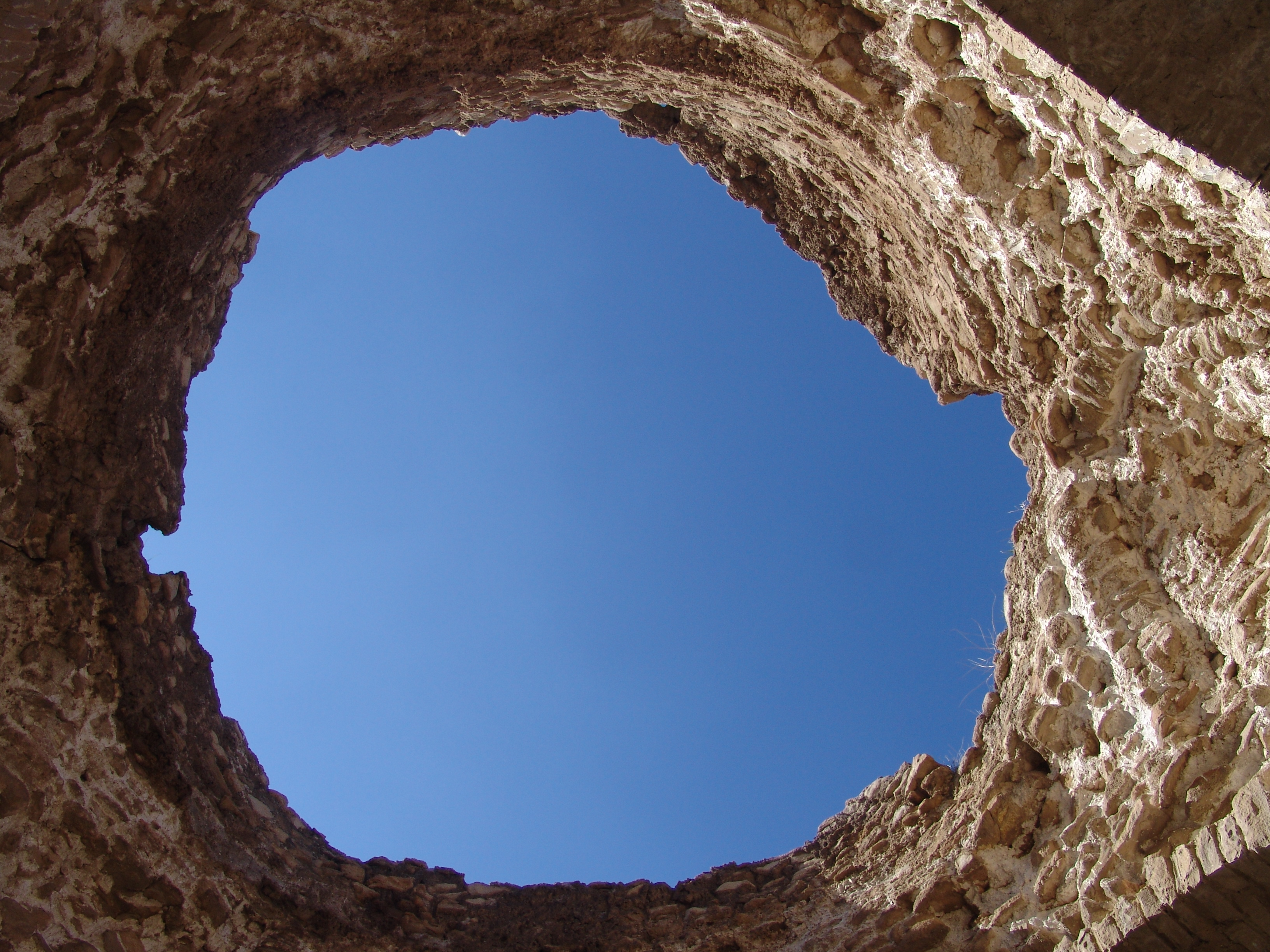
گنبد تخریب‌شدهٔ بنا
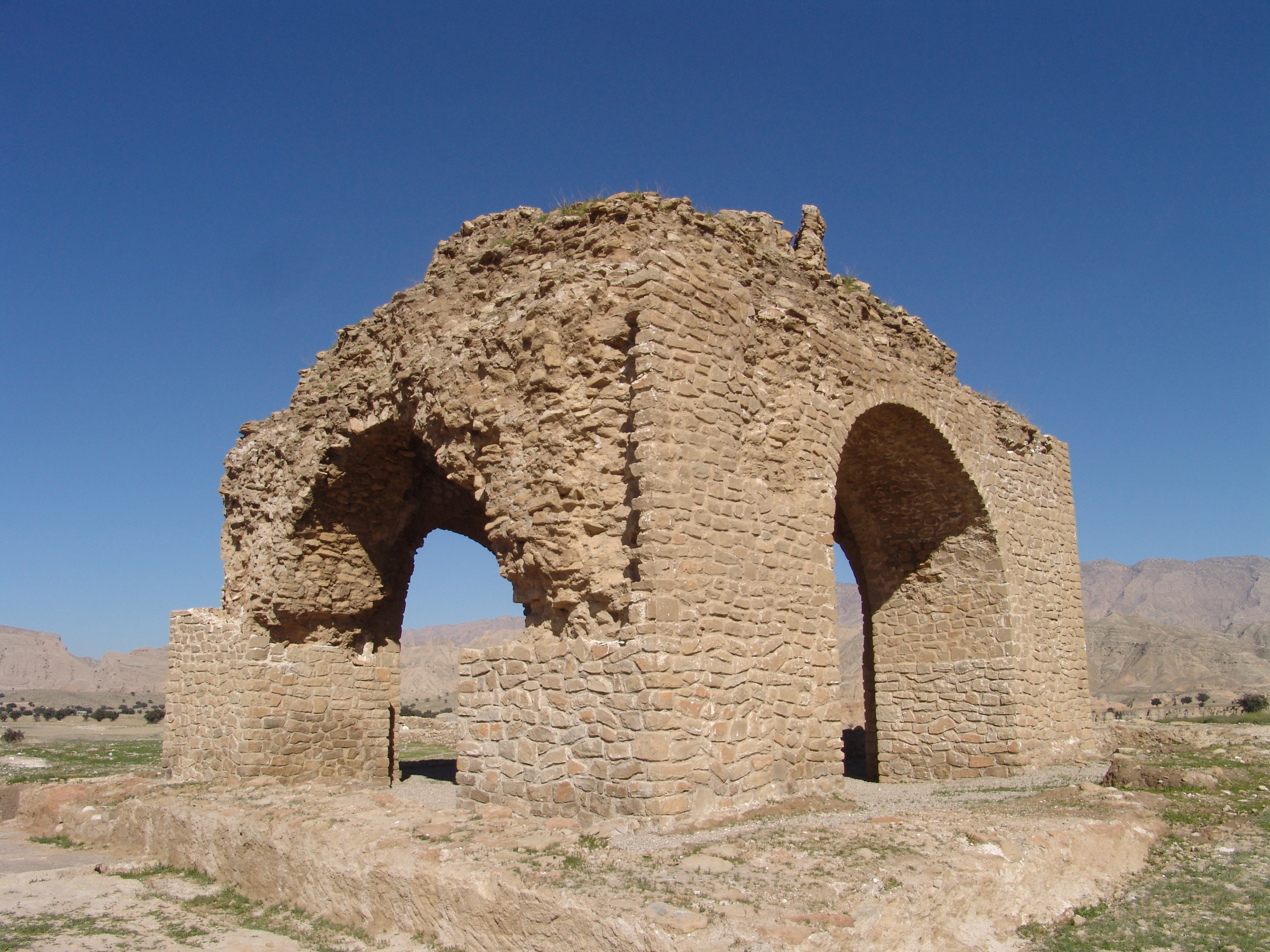
نمای شرق به غرب بنا
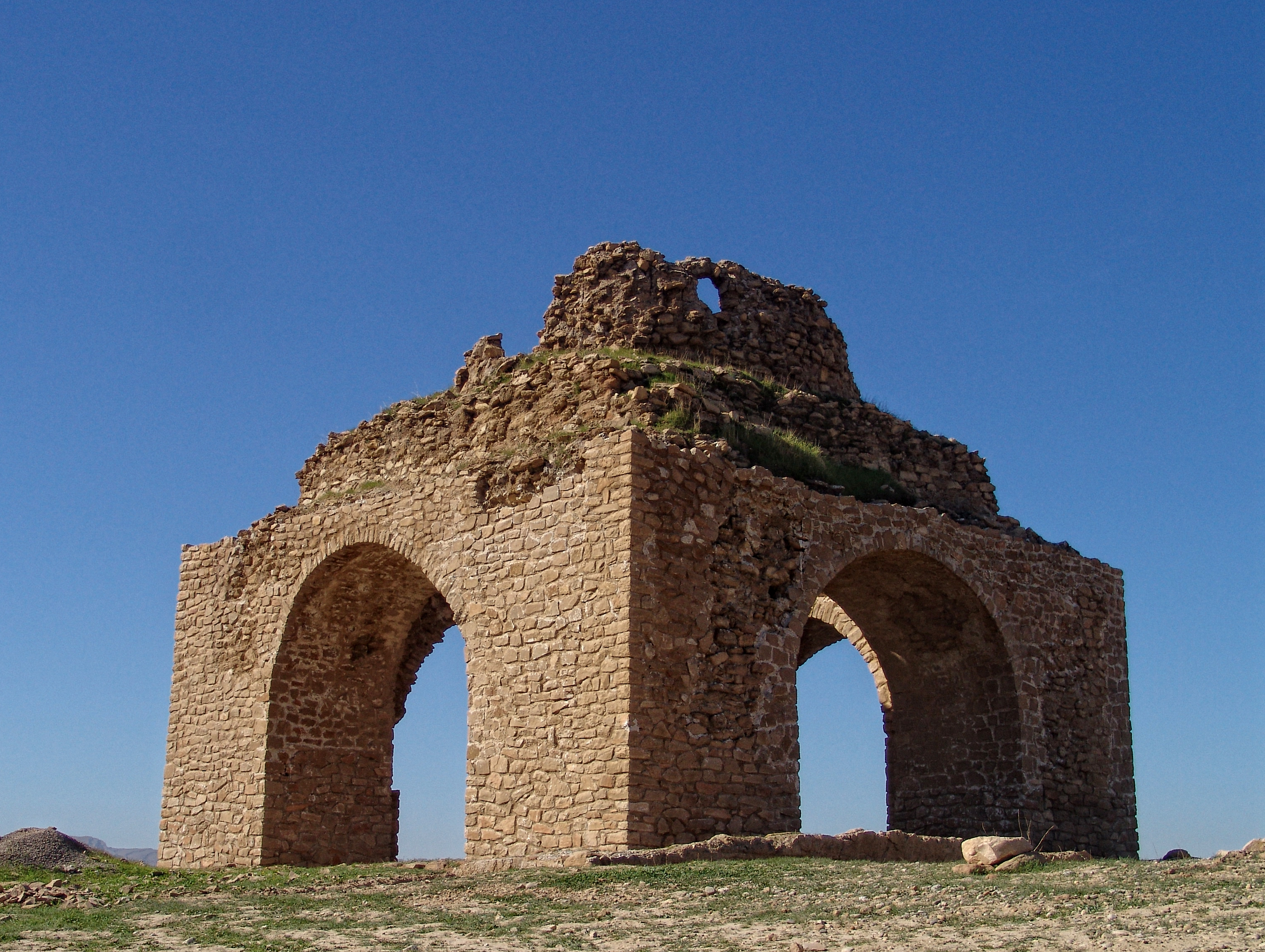
نمای شمال به جنوب بنا
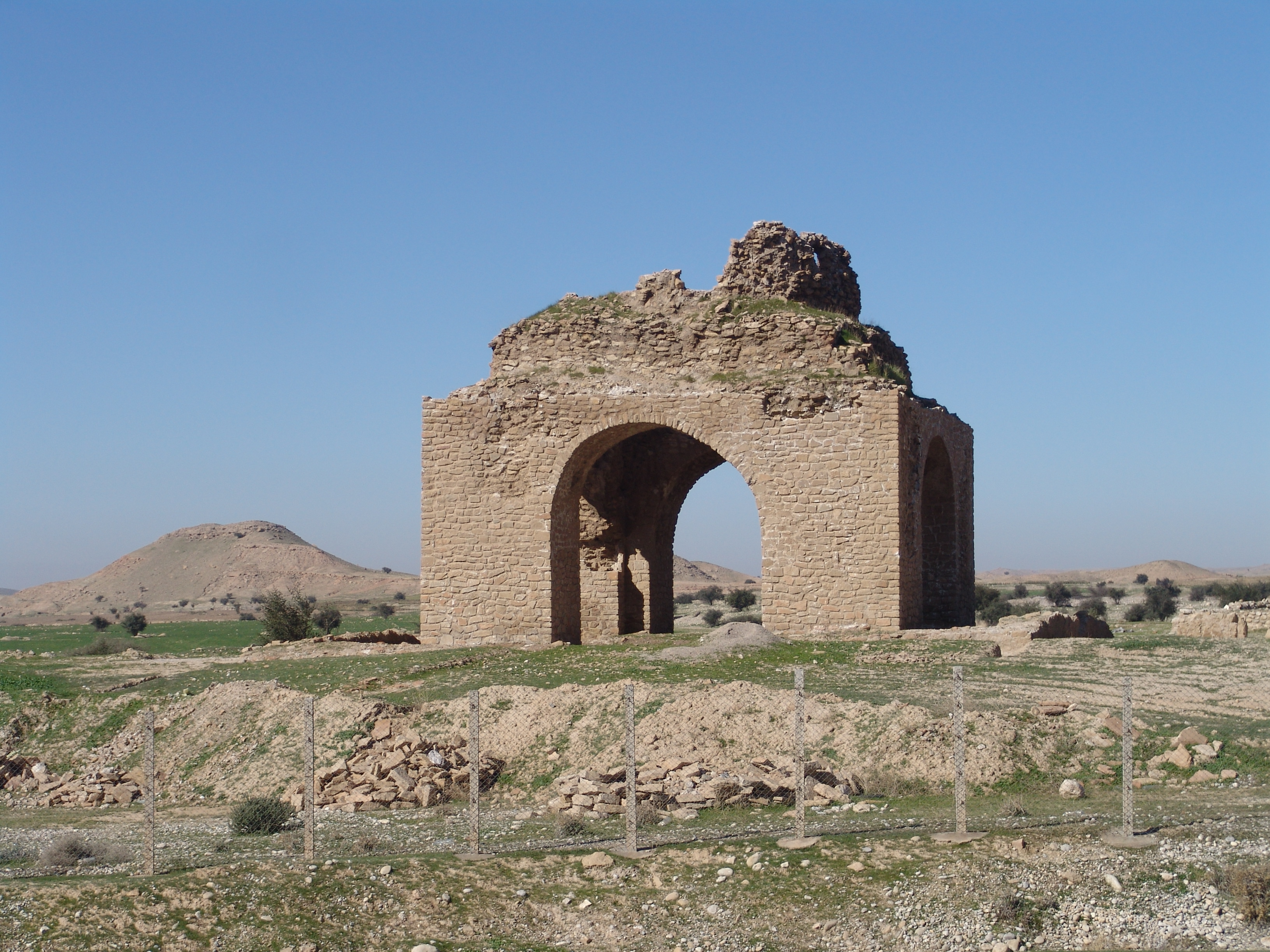
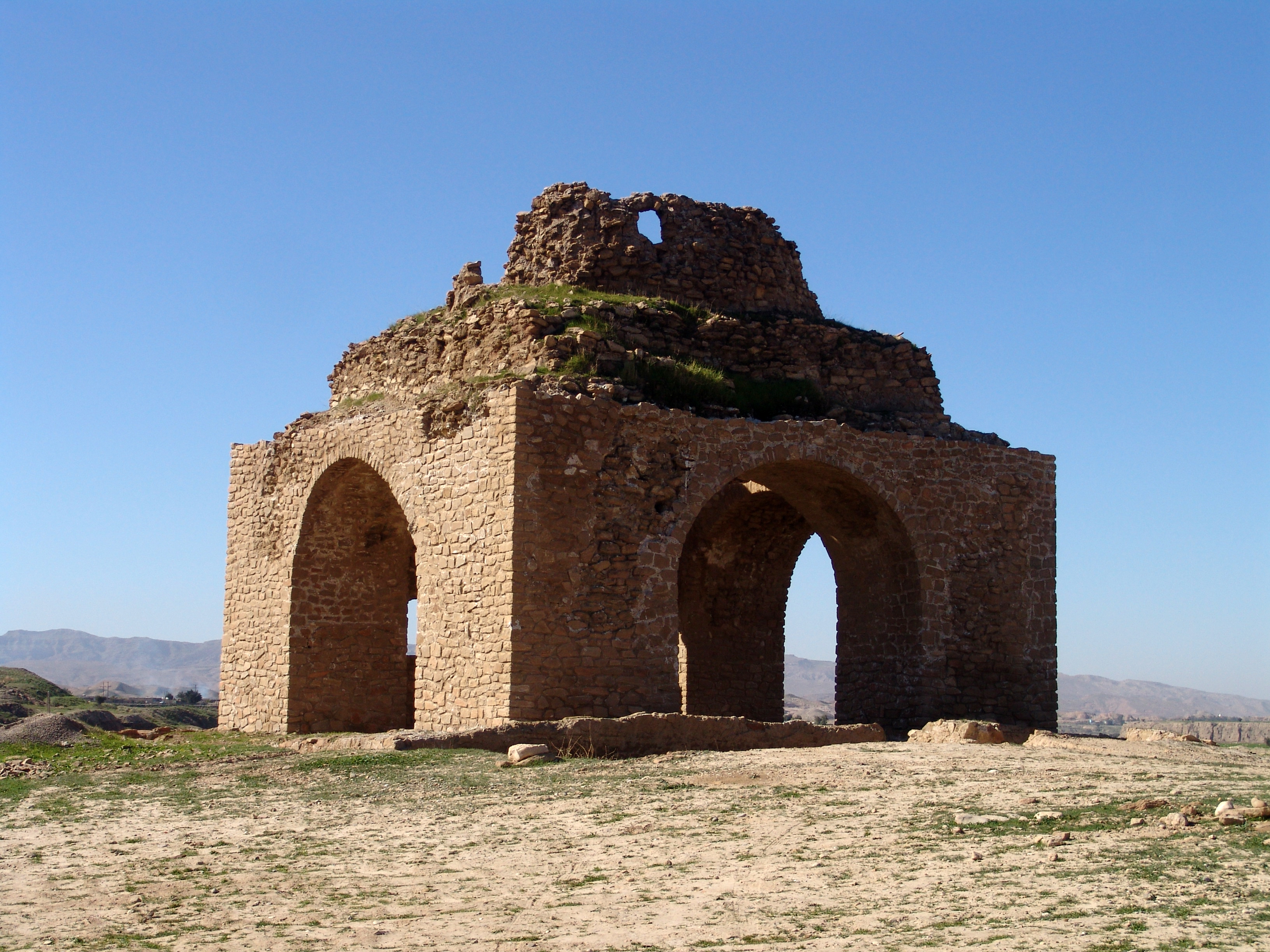
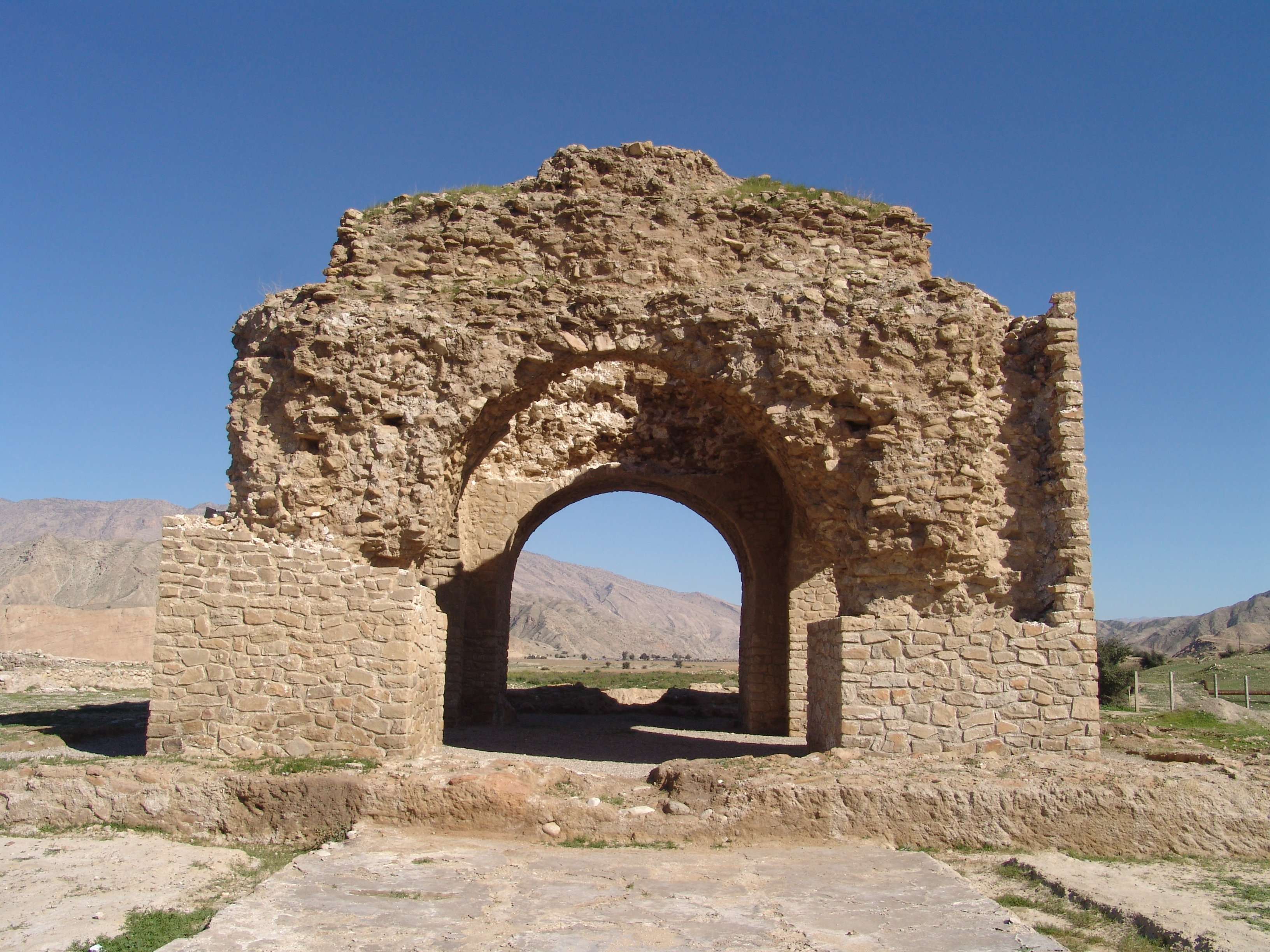
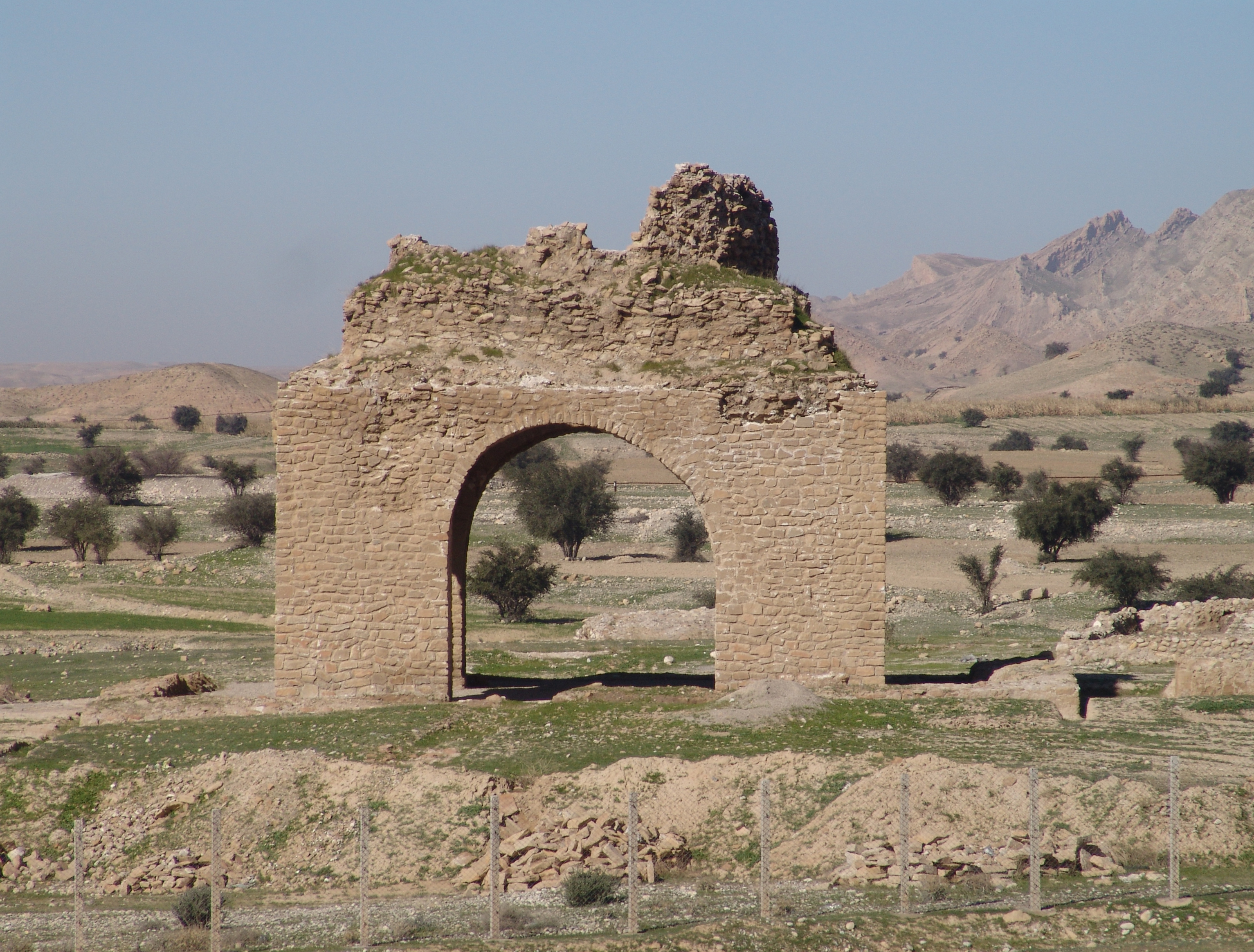